# Vrbeta
Vrbeta (en serbe cyrillique : Врбета) est un village de Serbie situé dans la municipalité de Knić, district de Šumadija. Au recensement de 2011, il comptait 133 habitants.

## Démographie
| 1948 | 1953 | 1961 | 1971 | 1981 | 1991 | 2002 | 2011 |
| ---- | ---- | ---- | ---- | ---- | ---- | ---- | ---- |
| 435  | 417  | 402  | 311  | 238  | 186  | 169  | 133  |

|  |